# Whittonia
Whittonia é um género botânico pertencente à família Peridiscaceae.

## Espécie
- Whittonia guianensis Sandwith